# Distrito electoral de Chicago (condado de Douglas, Nebraska)
Chicago (en inglés: Chicago Precinct) es un distrito electoral ubicado en el condado de Douglas en el estado estadounidense de Nebraska. En el Censo de 2010 tenía una población de 24822 habitantes y una densidad poblacional de 321,15 personas por km².

## Geografía
Chicago se encuentra ubicado en las coordenadas 41°14′27″N 96°13′50″O / 41.24083, -96.23056. Según la Oficina del Censo de los Estados Unidos, Chicago tiene una superficie total de 77.29 km², de la cual 76.66 km² corresponden a tierra firme y (0.81%) 0.63 km² es agua.

## Demografía
Según el censo de 2010, había 24822 personas residiendo en Chicago. La densidad de población era de 321,15 hab./km². De los 24822 habitantes, Chicago estaba compuesto por el 92.14% blancos, el 1.18% eran afroamericanos, el 0.15% eran amerindios, el 3.44% eran asiáticos, el 0.05% eran isleños del Pacífico, el 0.99% eran de otras razas y el 2.06% pertenecían a dos o más razas. Del total de la población el 3.36% eran hispanos o latinos de cualquier raza.